# Sân bay Ahvaz
Sân bay Ahvaz là một sân bay ở Ahvaz, Iran (IATA: AWZ, ICAO: OIAW). Sân bay này có 1 đường cất hạ cánh dài 3398 m bề mặt nhựa đường.

## Các hãng hàng không và các tuyến điểm
Hiện có các hãng hàng không sau đang hoạt động tại sân bay Ahvaz:
- Caspian Airlines (Dubai)
- Iran Air (Isfahan, Tehran-Mehrabad, Kuwait)
- Iran Air Tours (Isfahan, Mashad)
- Iran Aseman Airlines (Tehran-Mehrabad)
- Kish Air (Tehran-Mehrabad)
- Mahan Air (Tehran-Mehrabad)